# Ганім
Ганім (івр. גנים, Ґанім) ізраїльське поселення і общинне поселення в районі Самарії (Шомрон), що входило до регіональної ради Шомрон, розташоване приблизно за 5 км на південний схід від міста Джанін.
Поселення вперше було засноване Національною Профспілкою як поселення-нахаль під назвою «Ганім Бет» (івр. גנים ב) у 1983 році.
Назву поселення дістало на честь біблійного міста Ейн-Ґанім.
Поселення евакуювали, а всі 77 будівель у ньому знесли 24 серпня 2005 року в рамках плану одностороннього розмежування.
Територія населеного пункту залишається в зоні «C» (ізраїльський цивільний контроль та контроль безпеки), як і під'їзна дорога до нього (маршрут 6010) від перетину Гільбоа (пропускний пункт Джалама).

## Виноски
1. ↑  מפרט הריסת היישובים במהלך תוכנית ההתנתקות, באתר משרד הביטחון.